# Steve Guttenberg
Steven Robert (Steve) Guttenberg (New York, 24 augustus 1958) is een Amerikaanse film- en televisieacteur. Hij werd bekend in de jaren tachtig nadat hij in enkele Hollywoodfilms speelde, waaronder Cocoon, Short Circuit, Three Men and a Baby en vier films van de Police Academy-reeks.

## Biografie
Guttenberg werd  als zoon van Ann Iris Newman en Jerome Stanley Guttenberg in de New Yorkse borough Brooklyn in een joods gezin geboren. Hij groeide op in North Massapequa, Long Island, alwaar hij in 1976 de middelbare school voltooide.
Hij begon zijn acteercarrière met het spelen in televisiefilms. De film The Day After uit 1983 is nog steeds een van de meest bekeken televisiefilms in de geschiedenis.
In 2005 speelde Guttenberg een grote rol in de televisiefilm The Poseidon Adventure. In 2011 kreeg hij een ster op de beroemde Hollywood Walk of Fame.

## Trivia
Op 8 januari 2025 werd een burger geïnterviewd die vrijwillig de hulpdiensten bijstond tijdens de branden in Zuid-Californië in januari 2025. Toen de lokale media zijn naam vroegen, bleek het Steve Guttenberg te zijn.